# Trojáni Země

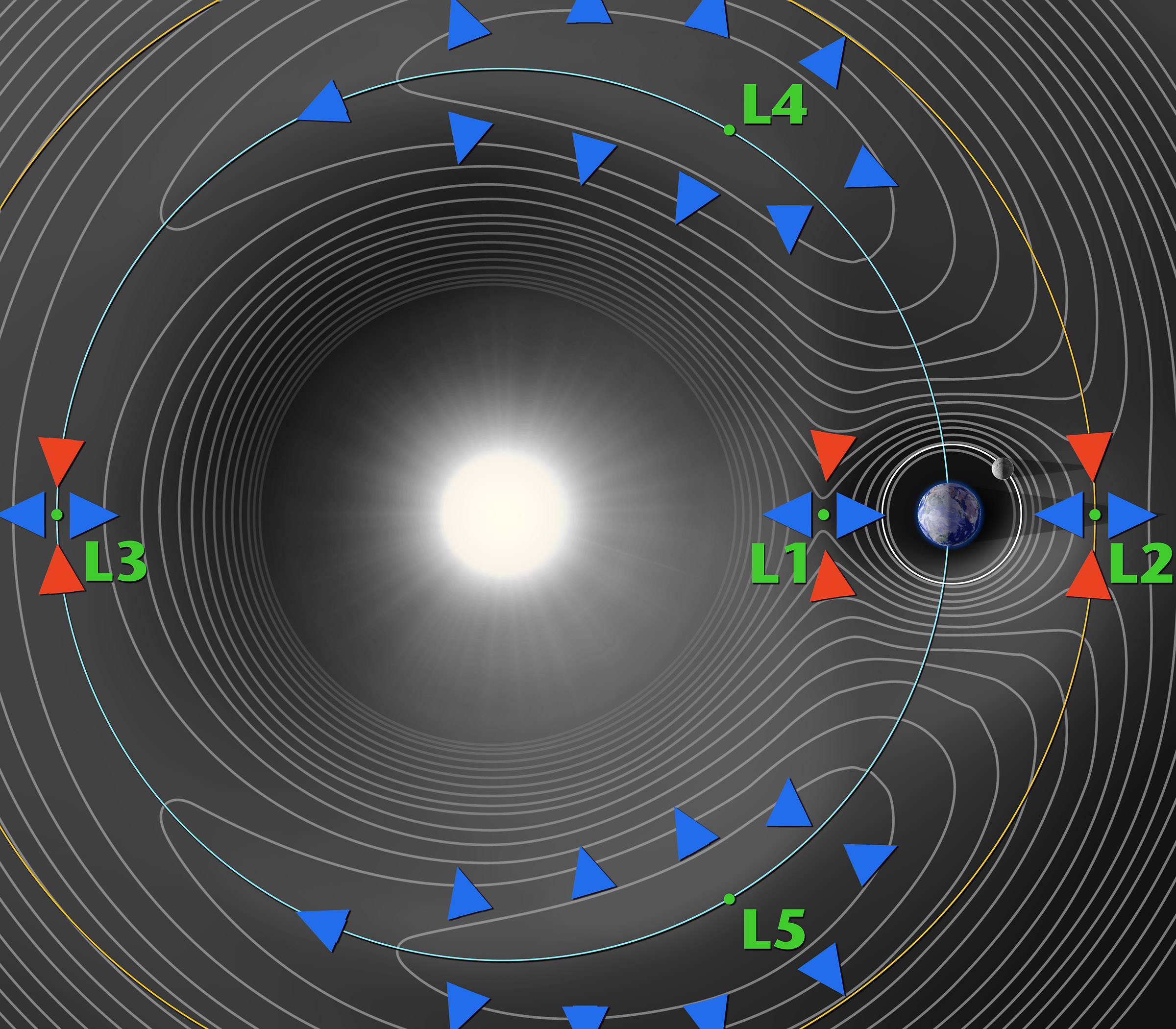
Lagrangeovy body a ekvipotenciální křivky v soustavě Slunce–Země

Trojáni Země, též trojány Země  jsou blízkozemní planetky, které uvízly v gravitačním zajetí soustavy Slunce–Země, a obíhají kolem libračních bodů L4 nebo L5 této soustavy. Obíhají tedy kolem Slunce v dráze podobné té zemské 60 stupňů před Zemí (L4), respektive 60 stupňů za Zemí (L5). Jejich dráha je v rezonanci 1:1 se Zemí a je dlouhodobě stabilní. Trojány je těžké objevit pozorováním ze Země, protože vzhledem ke geometrii jejich dráhy se většinu času nacházejí na denní obloze a vždy jsou úhlově velice blízko slunci. Jsou známy především v souvislosti s velkými planetami jako je Jupiter, kde byly objeveny první trojány. Jupiter má v současnosti několik tisíc známých trojánů.
Trojány obíhají v soustavě Slunce–Země kolem společného barycentra po dráze podobné zemské, po tzv. ekvipotenciálních křivkách soustavy Slunce–Země (viz obrázek). Po ekvipotenciálních křivkách obíhá mnoho blízkozemních planetek, ale jen ty, které oscilují kolem bodů L4 nebo L5, se nazývají trojány. Obrázek ukazuje situaci v rovině ekliptiky a není ve správném měřítku.
Astronomové spekulují, že Země může mít i několik stovek trojánů, do konce roku 2021 byly nalezeny jen dva.

## 2010 TK7

Animace dráhy planetky 2010 SO16 – horseshoe orbit. Žluté je Slunce, modrá Země.

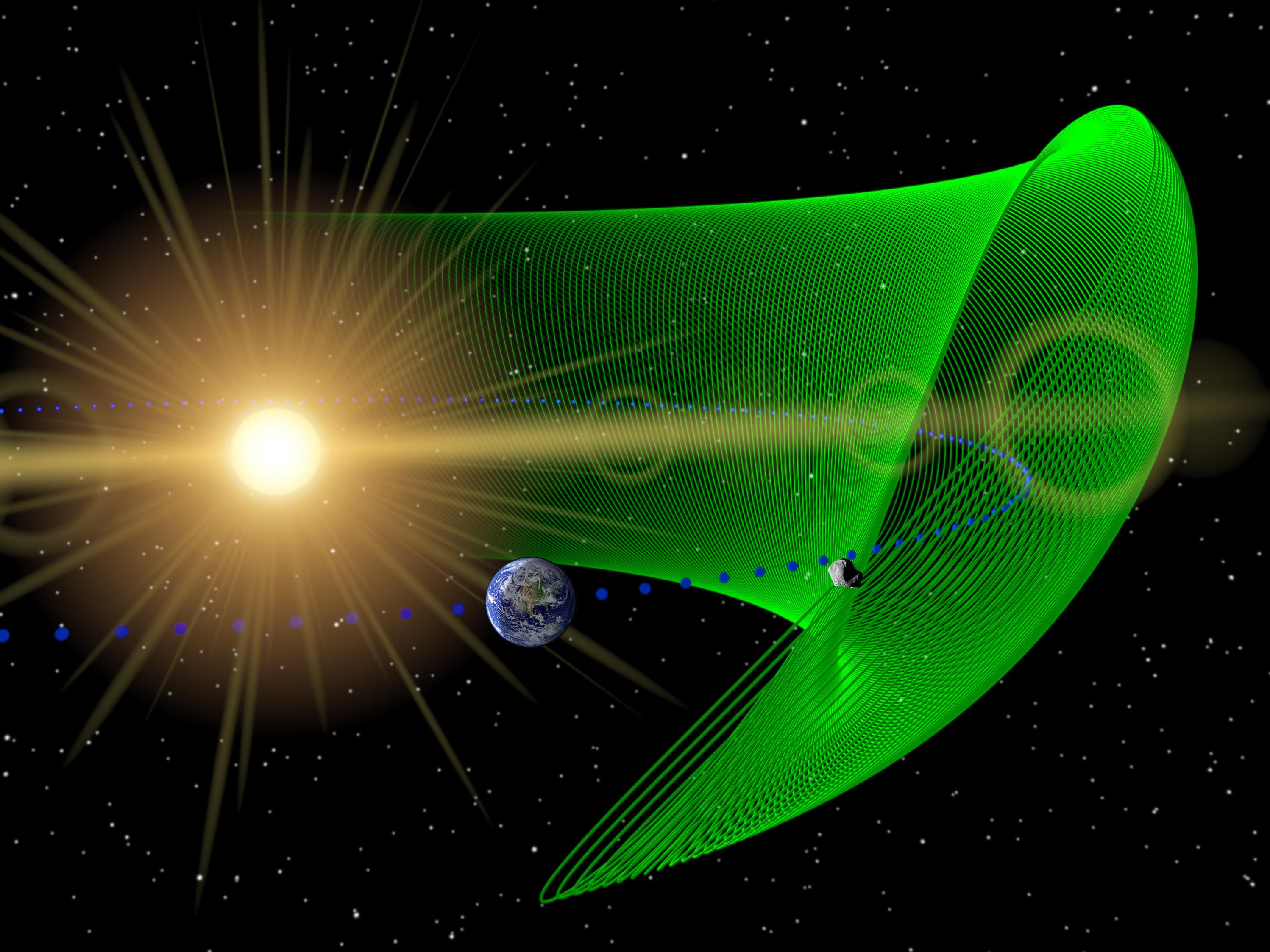
Dráha trojána 2010 TK7

Animace dráhy 2010 TK7

Infračervený kosmický teleskop WISE během IR přehlídky oblohy od ledna 2010 do února 2011 našel dva kandidáty na trojány Země.
Prvním byl asteroid 2010 SO16, po vypočtení dráhy však byl označen jako „horseshoe orbiter“ – tedy oběžnice s podkovovitou dráhou, to znamená, že obíhá také v dráhové rezonanci se zemí 1:1, ale po ekvipotenciálních křivkách migruje postupně od bodu L4, přes L3, až k bodu L5 a zpět. Celý cyklus trvá asi 175 let.
Druhým byl asteroid 2010 TK7, který se po vypočtení dráhy stal prvním trojánem Země. Jeho dráha je poměrně chaotická a označuje se jako „tadpole orbit“ (tadpole je anglicky pulec), tedy pulčí dráha. Obíhá v dráhové rezonanci 1:1 se zemí kolem slunce, ale na své dráze migruje (po tadpole orbitě) od bodu L4 až k bodu L3 a zpět. Celý cyklus mu trvá 390 let. Má poměrně velkou excentricitu e = 0,191, takže jeho vzdálenost od slunce se mění od 0,81 AU do 1,19 AU. Velký je i sklon dráhy 20,9°.
Planetka se těsně přibližuje k libračnímu bodu L3 a tak v budoucnu není vyloučena změna dráhy na tzv. „horseshoe orbiter“.
Asteroid má průměr asi 300 m a k zemi se nepřiblíží blíže než na 24 milionů km. Jeho tvar bude pravděpodobně značně protáhlý.
Více parametrů dráhy je možno najít např. na stránce Western University.

## 2020 XL5

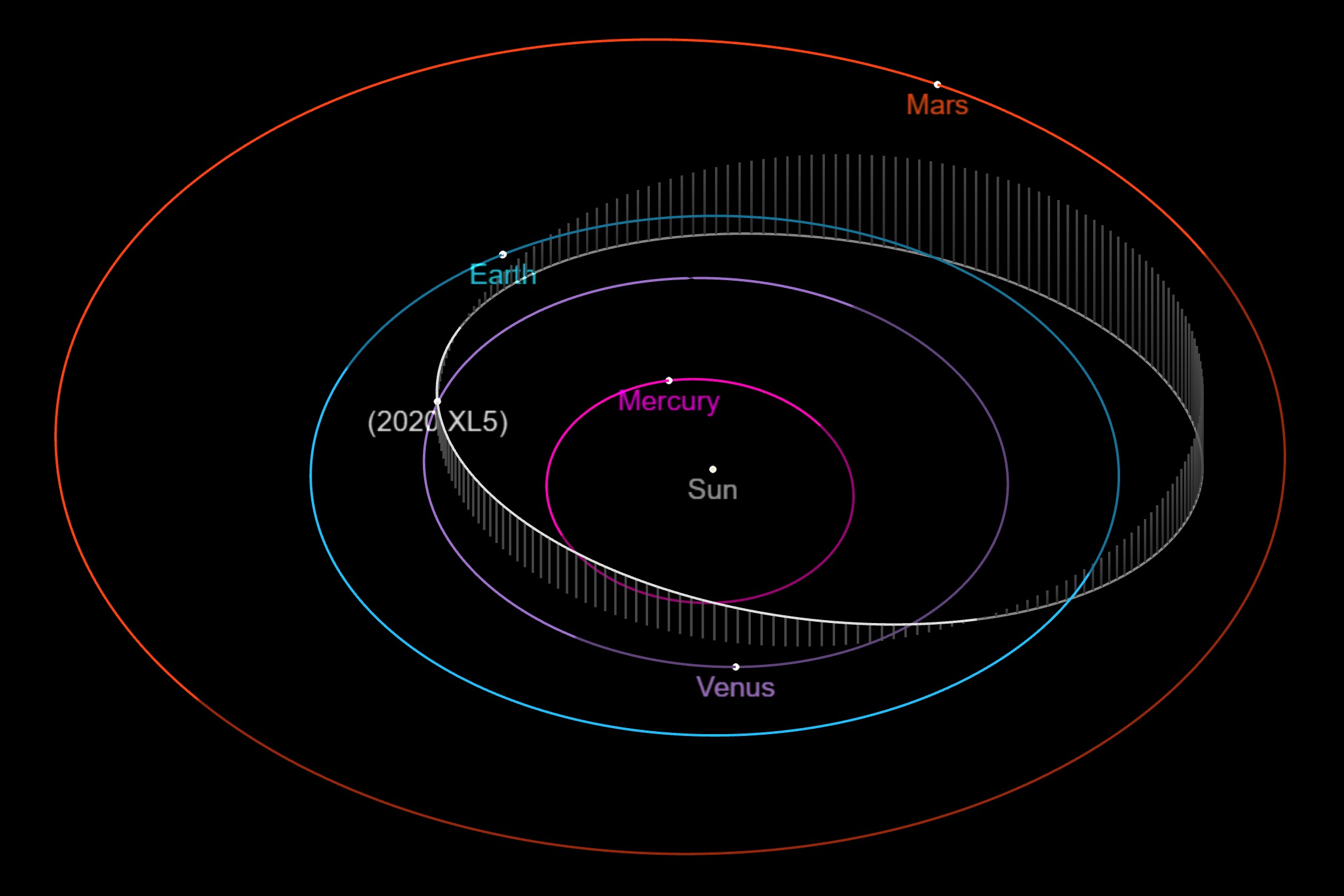
Dráha trojána 2020 XL5

Druhý troján Země objevila observatoř Pan-STARRS na Havajských ostrovech v prosinci roku 2020 a byl pojmenován 2020 XL5.
Na své dráze se pohybuje také velice chaoticky kolem bodu L4 a driftuje až k bodu L3. Zároveň se dostává až k dráze Venuše, kterou kříží a část dráhy obíhá uvnitř dráhy planety Venuše a na druhou stranu zasahuje téměř k dráze Marsu. Asteroid má pravděpodobně průměr několik stovek metrů. Excentricita dráhy e = 0,387, ke slunci se přiblíží na 0,61 AU a nejdále od slunce je 1,39 AU. Sklon dráhy je 13,8°. Podle klasifikace planetek patří do skupiny apollo.